# Garth Hudson

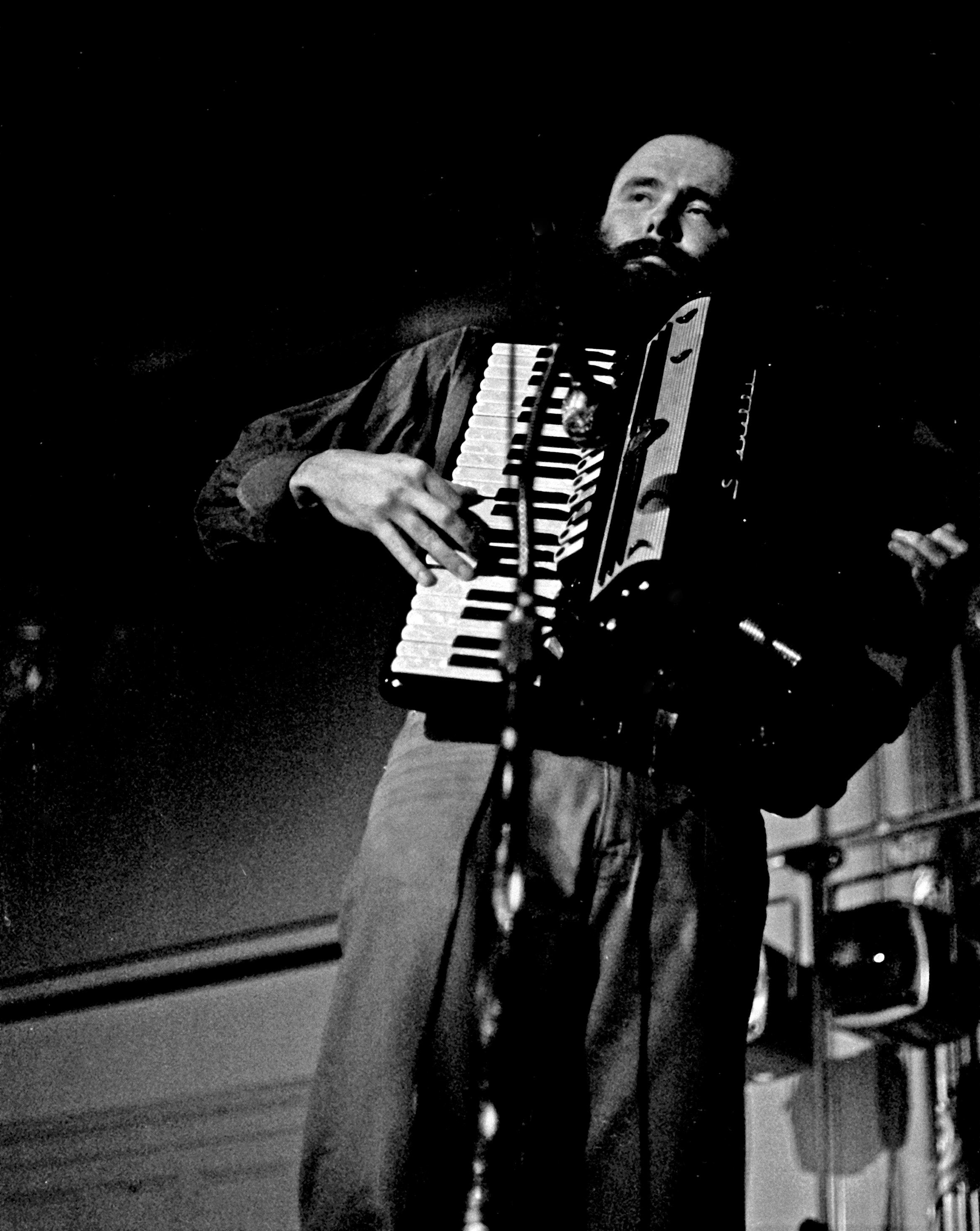
Garth Hudson in 1971.

Eric Garth Hudson (Windsor (Ontario), 2 augustus 1937 – Woodstock (New York), 21 januari 2025) was een Canadese musicus, die als 
multi-instrumentalist deel uitmaakte van The Band, een Canadees-Amerikaanse rockgroep. Naast zijn hoofdinstrument, het elektronisch Lowrey-orgel, speelde hij bij hun optredens en op hun albums synthesizers, piano, saxofoon, accordeon en trombone.

## The Band
Door zijn klassieke muziekopleiding - waardoor hij veel meer wist van contrapunt en harmonieleer dan de gemiddelde rockmuzikant - en zijn grote vaardigheid op allerlei instrumenten was hij voor de andere Band-leden Robbie Robertson, Levon Helm, Rick Danko en Richard Manuel een voorbeeld en een vraagbaak. Zijn unieke orgelklanken verleenden de groep een speciale sound, die door velen is geïmiteerd, maar door weinigen geëvenaard. Hij gold als de meest bescheiden (en met zijn uitstraling van 'nutty professor' ook de meest excentrieke) muzikant in The Band. In de credits van hun songs komt zijn naam als songwriter nauwelijks voor, maar volgens velen is het juist zijn invloed geweest die hun muziek zo speciaal maakte.
Hudson speelde enige tijd in de groep Paul London and the Capers en kwam in december 1961 bij The Hawks, de begeleidingsgroep van de Canadese rockabillyzanger Ronnie Hawkins. Omdat hij bang was dat zijn ouders, die klassieke musici waren, zijn overstap naar de rockmuziek niet konden waarderen, maakte hij met de andere bandleden de afspraak dat hij hun muziekleraar zou zijn voor 10 dollar per week. Hij heeft zich overigens nooit bekommerd om scheidslijnen tussen muziekgenres.
In 1963 maakte de groep zich los van Hawkins en ging zelfstandig verder als The Levon Helm Sextet, later als Levon and the Hawks. In 1965 vroeg Bob Dylan hen om met hem te gaan optreden. Ze begeleidden zijn overgang van folkrock naar de meer 'heavy' rockmuziek en maakten met hem de grote tournee door de Verenigde Staten, Europa en Australië die legendarisch is geworden door de vijandige reacties van een deel van het publiek.
Vervolgens woonden Hudson en enkele andere leden van de groep, die zich nu The Band noemde, in het huis 'Big Pink' in Woodstock in de staat New York, waar met Dylan de Basement Tapes werden opgenomen. Hudsons Lowrey-orgelklanken zijn daarin prominent aanwezig.
Na Dylans vertrek voelde The Band zich vrij zijn eigen muziek te maken, wat resulteerde in een reeks invloedrijke albums, waarvan vooral Music from Big Pink (1968), The Band (1969), Stage Fright (1970) en Northern Lights - Southern Cross (1974) klassiekers zijn geworden. The Band gold nu als een van de belangrijkste groepen op het Noord-Amerikaanse continent. Multi-instrumentalisme was hun handelsmerk, maar Garth Hudson spande daarin absoluut de kroon. Hij bespeelde alle instrumenten die nodig waren. Zingen deed hij niet: alleen in het vroege nummer Bacon Fat is, als grapje, zijn stem te horen. Bij live-optredens waren zijn magistrale improvisaties voor orgelsolo The Genetic Method - ter inleiding van het nummer Chest Fever - altijd het centrale moment. Up on Cripple Creek, een van de bekendste nummers van hun tweede album The Band, wordt beheerst door zijn spel op clavinet met 'wah-wah-pedal'. 
Garth Hudson heeft nooit een rol gespeeld in de onderlinge animositeit die in later jaren het succes van The Band begon te overvleugelen. Richard Manuel en Rick Danko raakten verslaafd aan drank en drugs en Levon Helm begon Robbie Robertson sterallures te verwijten. Decennia lang was er een vete over de royalty's voor de songs, maar 'Honey Boy' Hudson bleef gewoon zijn muziek maken en bleef met iedereen op goede voet.

## Na The Last Waltz
Sinds The Band in 1976 na een legendarisch geworden afscheidsconcert in San Francisco (The Last Waltz, verfilmd door Martin Scorsese) uiteen was gegaan, bleef Hudson zeer actief als sessiemuzikant. Hij is te horen op bijna alle solo-albums van zijn vroegere Band-collega's Danko, Helm en Robertson. Hij werkte met vele artiesten, onder wie Bob Dylan, Blondie Chaplin, Eric Clapton, Leonard Cohen, Donovan, Marianne Faithfull, Dr. John, John Hiatt, Van Morrison, Robert Palmer, The Staple Singers, Ringo Starr en Muddy Waters. Toen The Band in 1983 door Levon Helm opnieuw werd geformeerd, was ook Hudson weer van de partij. Het succes was matig. De groep maakte drie cd's, maar had de aansluiting met de muzikale mainstream verloren en werd geteisterd door drie sterfgevallen: Richard Manuel (door zelfmoord) in 1986, Stan Szelest in 1991 en Rick Danko in 1999. Garth Hudson bleef echter door alles heen de onverstoorbare muzikant waarop de groep kon bouwen.
In 2001 kwam zijn eerste solo-album The Sea To The North uit, in 2005 gevolgd door Live at the Wolf. Beide albums maakte hij met zijn vrouw 'Sister' Maud Hudson. Samen richtten zij in 2005 de 12-mansformatie The Best! op. In de tussenliggende jaren vormde hij met onder anderen 'Sneaky' Pete Kleinow (vroeger in The Flying Burrito Brothers) de groep Burrito Deluxe, die de albums Georgia Peach en The Whole Enchilada uitbracht.
In 2002 werd aan Garth Hudson de Canada South Blues Society's Lifetime Achievement Award toegekend. In 2005 kreeg hij de Hamilton Music Award als 'Instrumentalist of the Year'.
Hudson overleed op 21 januari 2025 op 87-jarige leeftijd, vredig in zijn slaap in een verzorgingshuis in Woodstock (New York). Daarmee was niemand meer in leven van de oorspronkelijke vijf leden van The Band. Zijn vrouw Maud, geboren in 1950 als Maud Marie Kegel, was in 2022 overleden na een huwelijk van 43 jaar.

## Discografie (selectie)
- Music for Our Lady Queen of the Angels (1980)
- The Sea To The North (2001)
- Live at the Wolf (2005)
- Angels Serenade, met Tommy McCoy en Levon Helm (2008)
- Garth Hudson Presents a Canadian Celebration of The Band (coverversies van songs van The Band), met o.a. Blue Rodeo, Bruce Cockburn, Great Big Sea, Chantal Kreviazuk, Raine Maida, Mary Margaret O'Hara, The Sadies en Neil Young (2010)